# Ascaris
Ascaris – rodzaj nicieni z rodziny Ascarididae.
Przedstawiciele rodzaju:
- Ascaris lumbricoides hominis – glista ludzka
- Ascaris suum – glista świńska